# Ouwsterhaule
Ouwsterhaule (en frison : Ousterhaule) est un village de la commune néerlandaise de De Fryske Marren, situé dans la province de Frise.

## Géographie
Le village est situé au sud de Joure et au nord du Tsjûkemar. Il forme une seule agglomération avec Oldeouwer et Ouwster-Nijega, situés au sud.

## Histoire
Ouwsterhaule est un village de la commune de Skarsterlân avant le 1er janvier 2014, date à laquelle celle-ci fusionne avec Gaasterlân-Sleat et Lemsterland pour former la nouvelle commune de De Friese Meren, devenue De Fryske Marren en 2015.

## Démographie
Le 1er janvier 2018, le village comptait 340 habitants.